# São José das Palmeiras
São José das Palmeiras – miasto i gmina w Brazylii, w stanie Parana. Znajduje się w mezoregionie Oeste Paranaense i mikroregionie Toledo.